# 蕭邦 (記者)
蕭邦（英語：Bang Xiao，1989年—）是一位澳大利亞新聞記者，時事分析員。現任澳洲廣播公司新聞部旗下ABC中文主編，2022年獲得澳大利亞墨爾本新聞記者俱樂部頒發的羽毛筆獎多元文化社區事務報道獎。
蕭邦的新聞報道主要關注中國人權現狀、香港親民主運動、新疆維吾爾人的處境，兩岸關係，以及澳大利亞移民社區的生存現實。他在澳中外交關係風波議題上撰寫的分析文章持續受到澳大利亞政界和學術界關注。

## 早年經歷
蕭邦在2007年移居澳大利亞墨爾本，2016年加入澳洲廣播公司。他是澳大利亞主流媒體界最早使用雙語報道新聞的華裔移民記者之一，主要關注中國事務和移民留學生社群所面臨的生存狀況。

## 新聞報導
2019年，蕭邦曾因採訪香港知名活動人士及歌手何韻詩而在香港反修例運動中獲得關注。採訪開始後，他直接發問何韻詩是否為「港獨」，得到對方直接否認。這段訪談隨後在中港台三地廣為流傳。
同年，他參與澳洲廣播公司調查新聞節目《四角方圓》，揭露中國政府在新疆地區對維吾爾人的大規模人權侵犯。報道首度爆光知名國際連鎖品牌Target和Cotton On等企業的紗線供應鏈涉嫌強迫勞動，在澳大利亞引起轟動，多個品牌開始調查和審計供應鏈中的剝削和人權問題。
2020年，他在新冠疫情爆發之初獨家曝光了被封鎖在武漢的600多名澳大利亞公民的困境，其中包括100多名澳籍兒童。他隨後連續兩週發布跟蹤報道，直至澳大利亞外交及貿易部宣布派遣三架包機從武漢撤僑。
2021年，他的調查報道揭露中國新移民在澳大利亞非法支付佣金給雇主，換取永久居民簽證卻經歷了嚴重剝削和欺詐的現象。該報道一舉獲得墨爾本新聞記者俱樂部頒發的羽毛筆獎多元文化事務報道獎，成為獲得澳大利亞新聞界主流獎項獲獎者中為數不多的英語非母語的移民記者之一。
2022年，蕭邦揭露中國警方曾在澳大利亞雪梨設立聯絡處，引起全國媒體陸續轉載，在聯邦政界引起關注。此後，澳大利亞聯邦警察局長在國會回應該“聯絡點”據信已不再運作。

## 獲獎記錄
| 年份 | 獎項                                   | 類別               | 報導                                   | 結果 |
| ---- | -------------------------------------- | ------------------ | -------------------------------------- | ---- |
| 2020 | 澳大利亞新南威爾士州長多元文化傳媒大獎 | 最佳報導獎         | 武漢撤僑                               | 提名 |
| 2021 | 羽毛筆獎                               | 多元文化事務報導獎 | 澳洲移民剝削調查：隱藏在身邊的陰暗秘密 | 獲獎 |
| 2021 | 羽毛筆獎                               | 創新報導獎         | 澳洲移民剝削調查：隱藏在身邊的陰暗秘密 | 提名 |